# Uszka (gastronomia)
Gli uszka ("piccole orecchie" in lingua polacca) sono un piatto tradizionale polacco. Hanno l'aspetto di piccoli pierogi ripieni di funghi selvatici e/o carne che vengono conditi con barszcz o, in alternativa, burro fuso ed erbette aromatiche, tra cui l'erba cipollina. 
Durante la vigilia di Natale, gli uszka vengono mangiati con un ripieno di funghi o cipolle e possono venire abbinati a una zuppa o fungere da contorno.

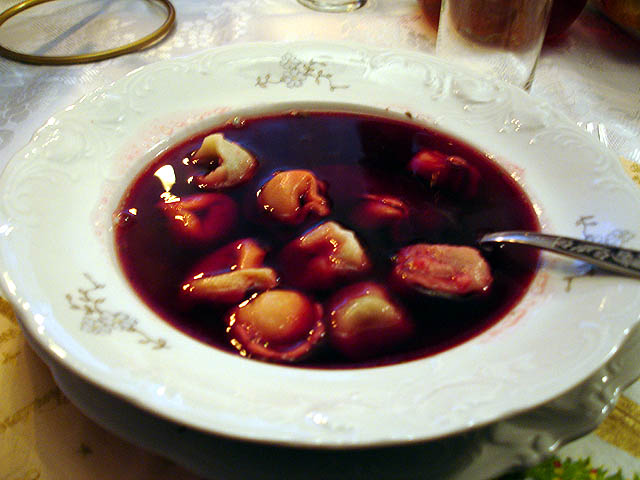
Uszka con barszcz, piatto principale della vigilia di natale in Polonia